# Dana K. Chipman

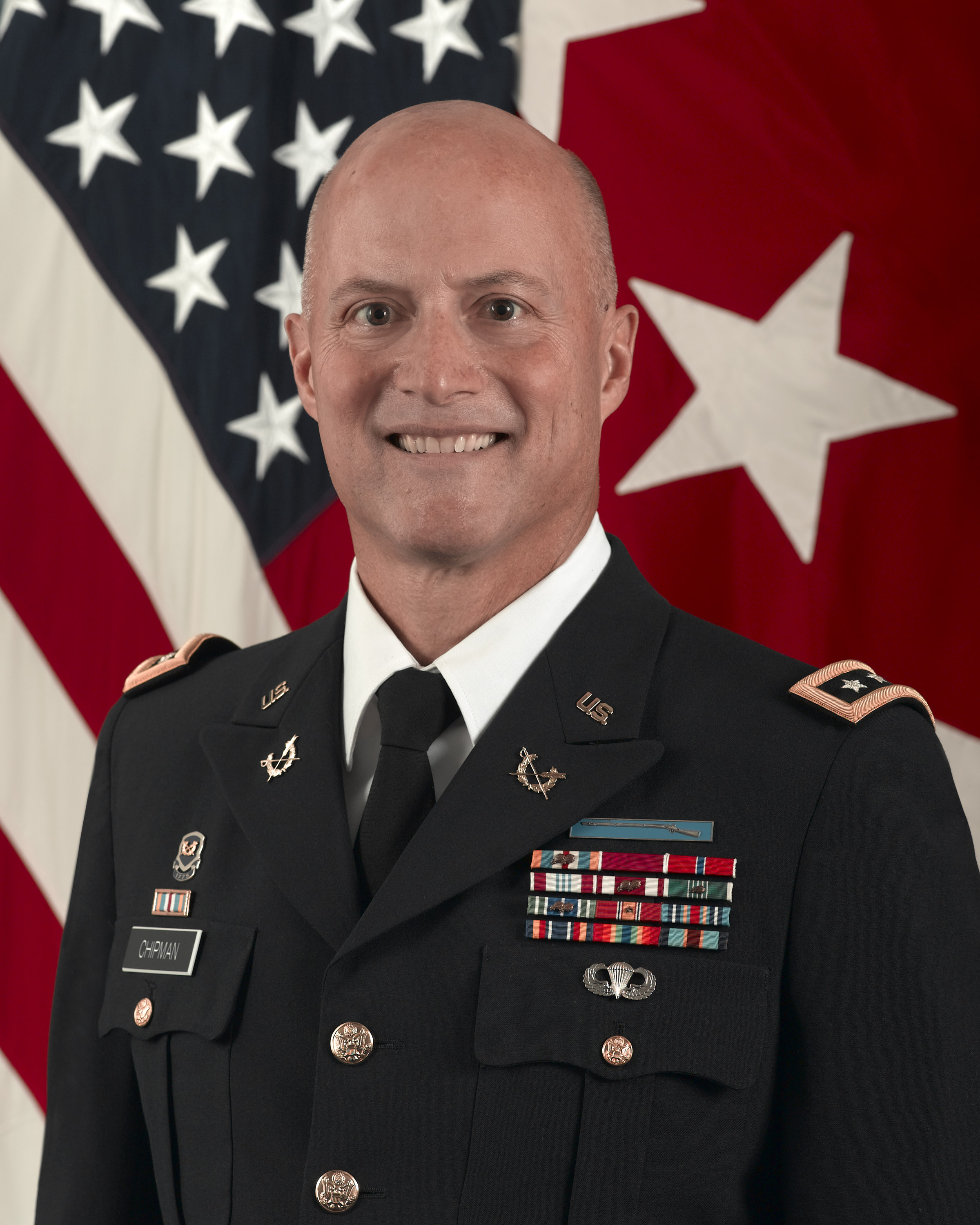
Dana K. Chipman

Dana K. Chipman (* 23. September 1958) ist ein Lieutenant General der US Army und Militärjurist im Ruhestand. Er war vom 2. Oktober 2009 bis zum 3. September 2013 der Judge Advocate General der US Army.

## Biografie
Chipman absolvierte die HL Bourgeois High School in Gray, Louisiana. Er besuchte dann die United States Military Academy in West Point, wurde Bachelor of Science und erhielt 1980 die Befähigung zum Infanterie-Offizier. Er promovierte 1986 an der Stanford Law School zum Dr. jur. und graduierte zum Master of Laws und zum Master of Science. Er wirkte als Jurist in verschiedenen Einheiten, u. a. in Schweinfurt, Fort Bragg, North Carolina und Fort Benning, Georgia.
Als Colonel war Chipman bis 2007 Staff Judge Advocate des US Central Command, oberster Jurist des Regionalkommandos, unter dem Kommando von General John Abizaid und Admiral William J. Fallon eingesetzt. Im Anschluss daran übernahm er unter Ernennung zum Brigadier General in Charlottesville, Virginia, das Kommando über die Judge Advocate General's Legal Center and School, die Ausbildungsstätte der Army-Militärjuristen.
Im Juli 2009 wurde er für den Posten des Judge Advocate Generals der US Army nominiert. Diese Nominierung wurde vom US-Senat bestätigt. Chipman übersprang einen Dienstgrad und wurde zum Lieutenant General ernannt. Er schied im September 2013 aus dem Amt und wurde durch Flora D. Darpino, die erste Frau auf diesem Posten, ersetzt.
Chipmans Abschlussarbeit am US Army War College von 2003 trägt den Titel Countering Terrorism in the Heartland – Can We Afford Posse Comitatus Any Longer? (dt. Terrorismusbekämpfung im Landesinneren – Sollte der Posse Comitatus aufrechterhalten werden?), in welcher er sich mit dem Posse Comitatus Act beschäftigt, der es den Streitkräften verbietet, polizeiliche Hoheitsaufgaben im Inland zu übernehmen. Er kommt darin zu dem Schluss, dass dieses Gesetz nicht mehr zeitgemäß ist.

## Auszeichnungen
Auswahl der Dekorationen, sortiert in Anlehnung der Order of Precedence of Military Awards:
- Defense Superior Service Medal (3 x)
- Legion of Merit
- Bronze Star
- Defense Meritorious Service Medal
- Meritorious Service Medal (3 x)
- Army Commendation Medal (2 x)
- Army Achievement Medal (3 x)